# Хосе Марија Медина
Хосе Марија Медина (шп. José María Medina; Пајсанду, 13. фебруар 1921 — Монтевидео, 16. октобар 2005) био је уругвајски фудбалер. За репрезентацију Уругваја је одиграо 15 утакмица и постигао је 11 голова у периоду од 1941 до 1946. године.. Био је члан репрезентације на Копа Америка 1941. и Копа Америка 1946.

## Каријера
Медина је почео да игра фудбал 1939. године у Монтевидео вондерерсу. Захваљујући његовом учинку, тим је неколико пута заузео 3. место на првенству Уругваја. Током 1945. године је прешао у Насионал, клубом са којим је освојио уругвајски шампионат. После тога Медина је прешао у Њуелс где је играо од 1947. до 1948. године у првој аргентинској лиги. У 1949. години се вратио у Вандерерсе, где је и завршио каријеру
Медина, као репрезентативац Уругваја био је најбољи стрелац Копа Америка 1946. са седам постигнутих голова.